# Cynthia Wade
Cynthia Leigh Wade (* 1967 in New York City) ist eine US-amerikanische Dokumentarfilmerin. Für ihren Dokumentar-Kurzfilm Freeheld wurde Wade im Jahr 2008 mit dem Academy Award ausgezeichnet.

## Leben
Cynthia Wade ist die Tochter des Bankers Cecil L. Wade und der Krankenschwester Jennifer L. Wade. Sie studierte zunächst am Smith College, welches sie mit dem Bachelor of Arts abschloss. Einige Jahre später absolvierte Wade den Studiengang Documentary Film Production an der Stanford University, den sie mit dem Mastergrad beendete.
1995 übernahm Wade Regie, Produktion und Schnitt bei ihrem ersten Dokumentarkurzfilm Almost Home. 2003 veröffentlichte sie mit Shelter Dogs einen mehrfach ausgezeichneten Film über den Tierschutz in Amerika. Shelter Dogs wurde unter anderem beim Newport Film Festival und dem Director’s View Film Festival ausgezeichnet. Ihre 2007 veröffentlichte Dokumentation Freeheld über die krebskranke, lesbische Polizistin Laurel Hester, die um die Anerkennung ihrer Partnerschaft kämpft, wurde vielfach ausgezeichnet, neben dem Oscar gewann Wade auch den Special Jury Prize auf dem Sundance Film Festival. Im Jahr 2011 übernahm Wade die Regie bei Growing Hope against Hunger, einer einstündigen Sonderausgabe der Sesamstraße, unter Mitwirkung von Kimberly Williams-Paisley und Brad Paisley. Die 2012 veröffentlichte Dokumentation Mondays at Racine über einen Friseursalon auf Long Island wurde bei der Oscarverleihung 2013 als „Bester Dokumentar-Kurzfilm“ nominiert. Weitere Filme folgten, wobei sie sich hauptsächlich auf die Regie konzentrierte.
1999 heiratete Wade Matthew Syrett, der unter anderem als Produzent bei Freeheld mitgewirkt hatte.

## Filmografie (Auswahl)
- 1995: Almost Home (Produktion, Kamera, Schnitt und Regie)
- 1998: Taken In: Lives of America’s Foster Children  (Kamera)
- 1999: Grist for the Mill (Produktion, Kamera, Schnitt und Regie)
- 2000: Parole: Prison Without Bars (Kamera)
- 2002: The Collector of Bedford Street (Kamera)
- 2003: Shelter Dogs (Produktion, Kamera und Regie)
- 2007: Freeheld (Produktion, Kamera und Regie)
- 2009: Living the Legacy: The Untold Story of Milton Hershey School (Produktion, Kamera und Regie)
- 2010: Born Sweet (Produktion, Kamera und Regie)
- 2010: Forget Me Nots (Kamera)
- 2011: Growing Hope against Hunger (Regie)
- 2012: Mondays at Racine (Produktion, Kamera und Regie)
- 2018: Grit (Produktion und Co-Regie)
- 2021: Sproutland (Regie)